# Kreisel Qualitätsbaustoffe
Kreisel Qualitätsbaustoffe ist die Baustoff-Marke der HASIT Trockenmörtel GmbH für den Geschäftsbereich Baumarkt.

## Geschichte
Das Unternehmen wurde 1976 als „Kreisel Chemie“ in Wiesbaden-Bierstadt von Norbert Kreisel gegründet. Ein Produkt der Anfangszeit war der Blitzzement „Neurofix“. Kurze Zeit später wurde in Wiesbaden-Erbenheim die zweite Produktionsstätte für „Nass Produkte“ gegründet.
1982 zerstörte ein Großbrand die Produktionsstätte in Wiesbaden-Erbenheim. Da die Produktion in Wiesbaden-Bierstadt auf die Nachfrage nicht ausgelegt war, wurde ein neuer Standort gesucht. Im Jahr 1983 firmierte die „Kreisel Chemie“ in „Norbert Kreisel Qualitätsbaustoffe“ um. Kurze Zeit später wurde eine neue Produktionsstätte im Petersweg Mainz-Kastel bezogen.
Seit den 1980er-Jahren war Kreisel vor allem im Do-it-yourself-Segment tätig und belieferte Baumarktketten in Deutschland. 1990 begann die Expansion in Richtung Polen, Russland, Litauen und die Ukraine.
Das Produktportfolio umfasst Produkte für Bauen und Renovieren, Garten- und Landschaftsprodukte, Putze und Endbeschichtungen, Dichtmassen, Schäume und Montagekleber, Fliesentechnik und Wärmedämmverbundsysteme (WDVS). Im Jahr 2005 wurde die Firma Norbert Kreisel Qualitätsbaustoffe hundertprozentige Tochtergesellschaft der Hasit Trockenmörtel GmbH.
2010 fusionierten innerhalb der FIXIT GRUPPE die Kreisel Qualitätsbaustoffe GmbH & Co. KG aus strategischen Gründen mit der HASIT Trockenmörtel GmbH.

## Mutterkonzern
Seit September 2007 ist Kreisel zusammen mit Fixit, Greutol, Hasit und Röfix unter der Dachorganisation FixitTrockenmörtel Holding AG vereint. Die FIXIT GRUPPE ist in 19 Ländern und an mehr als 60 Standorten vertreten.

## Marke
Innerhalb des Geschäftsbereich Baumarkt der HASIT Trockenmörtel GmbH wird die Marke KREISEL als Baustoff-Vollsortiment weiterhin vermarktet. Die HASIT Trockenmörtel GmbH ist mit einem dichten Netz an Vertriebs- und Produktionsstandorten in Deutschland, Tschechien und Rumänien vertreten. Das Produktangebot reicht von klassischen Putzsystemen, innovativen Dämmlösungen bis hin zu modernen Anstrichen für den energieeffizienten Neubau oder einer anspruchsvollen Sanierung.